# Musgraviella tasmaniensis
Musgraviella tasmaniensis är en insektsart som beskrevs av Evans 1966. Musgraviella tasmaniensis ingår i släktet Musgraviella och familjen dvärgstritar. Inga underarter finns listade i Catalogue of Life.